# City Pages
City Pages – alternatywny tygodnik obsługujący obszar metropolitalny Minneapolis-Saint Paul. Zawiera wiadomości, informacje o kinie i teatrze, recenzje restauracji oraz krytykę muzyczną. Gazeta jest dostępna bezpłatnie w każdą środę. 

## Historia
1 sierpnia 1979 roku wydawcy Tom Bartel i Kristin Henning założyli Sweet Potato, miesięcznik traktujący o scenie muzycznej Twin Cities. Pierwsze wydanie zawierało na okładce nowofalowy zespół The Cars. Od października 1980 Sweet Potato wydawany był co dwa tygodnie. 3 grudnia 1981 zmieniono nazwę na City Pages i zwiększono częstotliwość wydań na cotygodniowe. City Pages rywalizował o czytelników z Twin Cities Reader do marca 1997 roku, kiedy to Stern Publishing zakupił tygodnik, a następnego dnia również konkurencję, od razu ją likwidując. Bartel i Henning odeszli z czasopisma jesienią 1997, a funkcję wydawcy przejął brat pierwszego z nich, Mark. City Pages był jednym z siedmiu alternatywnych tygodników należących do Stern, obok m.in. the Village Voice. 24 października 2005 New Times Media ogłosiła zawarcie umowy nabycia Village Voice Media, tworząc sieć 17 (obecnie 16) darmowych tygodników na obszarze całego kraju, o łącznym nakładzie wielkości 1,8 miliona egzemplarzy. W 2008 czasopismo opuścili redaktor strony internetowej Jeff Shaw, dziennikarka kulinarna Dara Moskowitz Grumdahl oraz inni pracownicy. 6 maja 2015 roku tygodnik został sprzedany Star Tribune Media Co., wydawcy dziennika o tej samej nazwie. Po transakcji firma zaprzestała publikacji konkurencyjnego Vita.mn.